# Eroi in vendita
Eroi in vendita (Heroes for Hire) è un immaginario gruppo di personaggi che compare nei fumetti pubblicati negli Stati Uniti d'America dalla Marvel Comics, creato da Edward Hannigan (testi) e Lee Elias (disegni). La prima apparizione avviene in Power Man and Iron Fist (Vol. 1) n. 54 e la loro prerogativa è di svolgere le loro missioni a pagamento, anziché con fini disinteressati per il bene dell'umanità come è consuetudine di questo genere di personaggi. I componenti principali e con maggior permanenza, nonché fondatori, sono Luke Cage e Pugno d'Acciaio.

## Storia del gruppo

### Primo incontro
Gli eroi noti come Pugno d'Acciaio e Power Man si incontrano per la prima volta durante un party organizzato per quest'ultimo in occasione della risoluzione dei suoi problemi con la legge. Quando la festa viene interrotta da un attacco dei fratelli criminali Stiletto e Discus, i due eroi uniscono le forze e sventano l'attacco. I due, vista l'affinità, decidono dunque di lavorare insieme e aiutano l'agenzia investigativa di Misty Knight, la "Nightwing Restorations", per poi fondare una propria agenzia: gli Eroi in vendita (Heroes for Hire), una squadra di eroi che sarebbe intervenuta dietro pagamento. Come base per le proprie operazione, gli eroi scelgono gli appartamenti attigui al Gem Theater, il cinema su cui Power Man risiede.

### Eroi in vendita
Il primo lavoro degli Eroi in vendita li vede impegnati nel disfarsi del criminale noto come Inceneritore (Incinerator) il quale aveva tentato di rapinare la Manhattan Nation Bank. In seguito, vengono assoldati dai professori Abdol e Merridew del Metropolitan Museum per difendere un antico artefatto egizio dalle grinfie dei ladri. Alla fine, l'operazione, che si rivela essere un piano di Abdol, in realtà il Monolite Vivente, viene sventata ed il gruppo comincia a diventare celebre. Durante questa operazione, gli Eroi in vendita si ritrovano inoltre a collaborare con l'agente Rafael Scarfe della NYPD e, soprattutto, con il duo di investigatrici private, Colleen Wing e Misty Knight, personaggi ricorrenti nelle avventure del gruppo. Nei loro primi mesi, il gruppo si trova ad affrontare una lunga sfilza di criminali, tra cui El Aguila (Alejandro Montoya), l'organizzazione criminale della Maggia, i fratelli Señor Suerte e Señor Muerte (Jaime e Phillip Garcia) e Bushmaster (John McIver). Decisivo per il destino degli Eroi in vendita è l'incontro con Captain Hero (Bobby Wright, in realtà il Super-Skrull Kl'rt, apparentemente un bambino che, dopo un incidente con un meteorite, ha assorbito poteri che non riesce a controllare. Pugno d'Acciaio e Captain Hero diventano amici ed il piccolo viene affidato al Progetto P.E.G.A.S.U.S., agenzia che si occupa delle gestione dei superuomini.

### Primo scioglimento
In seguito, gli Eroi in vendita cominciano a lavorare per una misteriosa agenzia governativa, la S.M.I.L.E., e, durante una delle missioni assegnate, Pugno d'Acciaio subisce un avvelenamento da radiazioni. Per salvare l'amico, Luke porta Danny nella città mistica di K'un-Lun, luogo inter-dimensionale protetto dai vari Pugno d'Acciaio susseguitisi nel tempo, per curarlo. Ad insaputa di Power Man, il corpo dell'amico viene sostituito da un doppelgänger della razza aliena degli H'ylthri, antichi nemici di K'un-Lun. Tornati a casa, gli Eroi in vendita vengono richiamati perché Captain Hero è stato ricoverato all'ospedale: apparentemente, i suoi poteri lo stanno lentamente uccidendo. Dopo averlo salvato facendogli indossare le Nega-Bande, tecnologia degli alieni Kree, il giovane, che è in realtà è uno Skrull, impazzisce ed uccide Pugno d'Acciaio. La polizia, sospettando di Power Man, gli dà la caccia. Con Pugno d'Acciaio apparentemente morto e Power Man in fuga, si scioglie la prima iterazione degli Eroi in vendita.

## Componenti
Di seguito sono elencati i personaggi che hanno fatto parte del gruppo nel corso degli anni.

### Eroi in vendita
- Power Man (Luke Cage, anche membro degli Eroi in vendita II e VI)
- Pugno d'Acciaio (anche membro degli Eroi in vendita II, IV, V e VI)

### Eroi in vendita II
- Torcia Umana originale (leader)
- Ant-Man (Scott Lang)
- Cavaliere Nero
- Ercole
- She-Hulk
- Thena
- Tigre Bianca

### Eroi in vendita III
- Colleen Wing (anche membro degli Eroi in vendita IV)
- Elektra (anche membro degli Eroi in vendita IV)
- Falcon (Sam Wilson, anche membro degli Eroi in vendita IV)
- Gatta Nera
- Ghost Rider (Johnny Blaze, anche membro degli Eroi in vendita IV)
- Humbug
- Misty Knight
- Orka
- Paladin
- Sudario
- Tarantula (Maria Vazquez)
- Vedova Nera (Natasha Romanova, anche membro degli Eroi in vendita IV)
- Vienna

### Eroi in vendita IV
- Moon Knight
- Punitore
- Shang-Chi
- Silver Sable
- Uomo Ragno

### Eroi in vendita V
- Dottor Strange
- Hulk
- Pantera Nera

### Eroi in vendita VI
- Tigre Bianca (Angela del Toro)